# Södra Kållands pastorat
Södra Kållands pastorat är ett pastorat i Kålland-Kinne kontrakt i Skara stift i Lidköpings kommun i Västra Götalands län. 
Pastoratet bildades 2014 genom sammanläggning av pastoraten:
- Järpås pastorat
- Kållands-Råda pastorat
- Örslösa pastorat

Pastoratet består av följande församlingar:
- Järpås församling
- Kållands-Råda församling
- Örslösa församling

Pastoratskod är 030704